# Cartoonito (Turchia)
Cartoonito (precedentemente Boomerang) è un canale televisivo edito da Warner Bros. Discovery International visibile 24 ore su 24 via cavo. 
È nato il 23 aprile 2016 grazie al rebranding che il marchio multinazionale Boomerang ha subito. Il 4 settembre 2023 il canale è diventato Cartoonito, grazie al rilancio del marchio multinazionale iniziato nel 2021; trasmette programmi rivolti ai bambini di età compresa tra 2 e 6 anni. Il canale è ricevibile, oltre che in Turchia, in Azerbaigian ed in Cipro del Nord.

## Storia

### L'inizio come Boomerang
Il canale è stato lanciato col nome di Boomerang il 23 aprile 2016.

### Il blocco su Cartoon Network (2018)
Per un breve periodo del 2018, è esistito sul canale Cartoon Network un blocco di programmazione di nome Boomerang, dedicato ai nuovi cartoni animati del canale, chiuso poi il 3 dicembre dello stesso anno per lasciar spazio al blocco Cartoonito, che va in onda tutt'ora.

### Il rilancio come Cartoonito
Il 4 settembre 2023, Warner Bros. Discovery ha annunciato che quello stesso giorno Cartoonito sarebbe diventato un canale vero e proprio dopo essere stato per poco meno di un anno un blocco.

## Blocco

Logo del blocco

Come parte del rilancio di Cartoonito del 2021, il marchio è arrivato in Turchia ed Azerbaigian come blocco su Boomerang dal 5 settembre 2022 fino al 4 settembre 2023, data in cui il blocco inglobò tutta la programmazione del canale.

## Loghi

2016 - 2023
Dal 2023